# Río Oso (California)
Rio Oso es un lugar designado por el censo ubicado en el condado de Sutter en el estado estadounidense de California. En el año 2010 tenía una población de 356 habitantes.

## Geografía
Rio Oso se encuentra ubicado en las coordenadas 38°57′6.33″N 121°31′51.73″O / 38.9517583, -121.5310361.